# 巴哈爾普湖

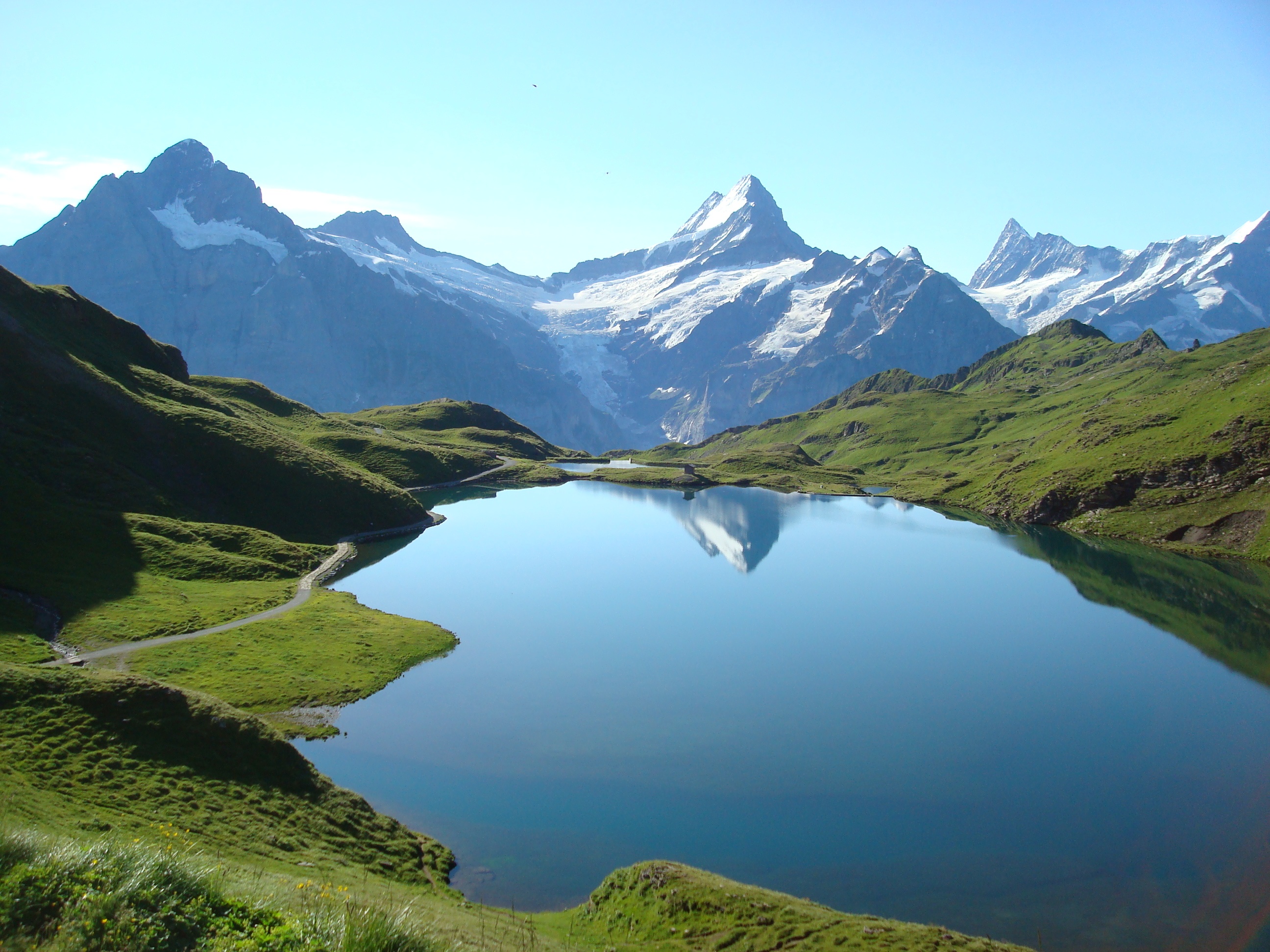

巴哈爾普湖（Bachalpsee），是瑞士的湖泊，位於該國西部，由伯恩州負責管轄，處於伯爾尼台地，面積0.08平方公里，海拔高度2,265米，該湖泊最大水深14.8米。